# Tanja Bissig
Tanja Bissig (* 29. Dezember 1994) ist eine Schweizer Biathletin.
Tanja Bissig lebt in Andermatt und startet für den SC Gotthard-Andermatt. Sie besuchte die Schule in Engelberg und arbeitet dort als Hotelfachfrau. Seit 2012 gehört sie dem Schweizer C-Kader an. Neben Biathlonrennen bestreitet sie seit Ende 2013 auch ab und zu unterklassige FIS-Rennen im Skilanglauf.
Bissig gab ihr internationales Debüt bei den Juniorenweltmeisterschaften 2013 in Obertilliach und wurde 58. des Einzels, 47. des Sprints, 39. der Verfolgung und gewann als Startläuferin mit Lena Häcki und Sabine di Lallo in der Schweizer Staffel die Bronzemedaille. Ein Jahr später kamen in Presque Isle die Ränge 38 im Einzel, 35 im Sprint und 36 in der Verfolgung hinzu, 2015 wurde sie in Minsk 33. des Einzels, 45. des Sprints wie der Verfolgung und mit Aita Gasparin und Lena Häcki Siebte des Staffelrennens. Kurz zuvor nahm sie in Otepää erstmals an den Europameisterschaften teil. In den Einzelrennen startete sie bei den Juniorinnen und wurde 31. des Einzels, 38. des Sprints und 35. der Verfolgung. Für das Verfolgungsrennen wurde Bissig an die Seite von Ladina Meier-Ruge, Susanna Meinen und Sabine di Lallo in die A-Frauenstaffel der Schweiz berufen und erreichte mit dieser den überrundeten 15. Platz. In der Saison 2013/14 gewann Bissig die Gesamtwertung des Alpencups.
Das Debüt bei den Frauen im IBU-Cup gab Bissig 2015 in Ridnaun, wo sie 72. eines Sprintrennens wurde.